# Xuanxuan Qijing
Le Xuanxuan Qijing (chinois simplifié : 玄玄棋经 ; chinois traditionnel : 玄玄棋經 ; pinyin : Xuánxuán Qíjīng, japonais : 玄玄碁経 (Gengen Gokyō), coréen :   현현기경 (Hyeon hyeon gi gyeong), littéralement :  La porte de toutes les merveilles) est une collection classique chinoise de problèmes de go, publiée en 1349 par Yan Defu et Yan Tianzhang. Contenant 347 problèmes, ainsi que quelques anciennes parties spectaculaires, c'est l'une des collections de problèmes ayant eu le plus d'influence dans l'histoire du go.